# Кайетан Фугер фон Кирхберг-Вайсенхорн
Игнац Йозеф Кайетан Фугер фон Кирхберг-Вайсенхорн (на немски: Ignaz Josef Cajetan Fugger Graf von Kirchberg und Weissenhorn zu Zinneberg; * 9 август 1720 в Циненберг в Бавария; † 14 юни 1791 в Мюнхен) е граф от род Фугер фон Кирхберг-Вайсенхорн, господар на Циненберг при Глон в Бавария.
Той е син на граф Максимилиан Йозеф Фугер фон Кирхберг-Вайсенхорн-Цинеберг (1677 – 1751) и втората му съпруга графиня Мария Юдит фон Тьоринг (1690 – 1755), дъщеря на граф Франц Йозеф фон Тьоринг (1652 – 1707) и фрайин Мария Урсула фон Грамонт (1655 – 1725). Майка му Мария Юдит фон Тьоринг е метреса (има афера) на курфюрст Карл Албрехт Баварски (1697 – 1745), император (1742 – 1745).
Сестра му Мария Анна Йозефа (1719 – 1784) е метреса (и има син ок. 1739/1740) на император Карл VII Албрехт Баварски (1697 – 1745), курфюрст на Бавария (1726 – 1745) и император (1742 – 1745), омъжена I. на 13 август 1741 г. в Мюнхен за граф Йохан Карл Фридрих фон Йотинген-Валерщайн (1715 – 1744, в битка), II. на 8 ноември 1745 г. в Хоен-Алтхайм за ландграф Лудвиг Август Егон фон Фюрстенберг-Щюлинген-Вайтра (1705 – 1759).
Фамилията Фугер получава през 1596 г. чрез женитба дворец Цинеберг, който остава нейна собственост за следващите 230 години.

## Фамилия
Игнац Йозеф Кайетан Фугер-Кирхберг-Вайсенхорн се жени на 30 април 1752 г. в Мюнхен за графиня Фридерика Шарлота Йозефа фон Золмс-Зоненвалде (* 30 юни 1727, Зоненвалде; † 20/21 февруари 1752, Мюнхен), дъщеря на граф Фридрих Еберхард фон Золмс-Зоненвалде (1691 – 1752) и графиня Мария Шарлота Алойзия фон Шерфенберг (1699 – 1780). Те имат децата:
- Макс Йозеф Зигмунд (* 1762)
- Йохан Баптист (1768 – 1795)
- Мария Анна Йохана Фугер цу Циненберг (* 13 февруари 1753, Мюнхен)
- Мария Анна Регина Фелицитас (* 1760)
- Мария Регина Отилия Афра (* 1763)
- Мария Йоеефа Антония (1766 – 1837), омъжена 1787 г. за граф Максимилиан фон Берхем († 1831)
- Мария Йизефа Габриела (* 1767)
- Мария Регина (* 1769)